# Bodil Bredsdorff
Bodil Bredsdorff (født 3. marts 1951 i Hillerød) er en dansk forfatter. Hun er uddannet pædagog fra Tårnby Børnehaveseminarium i 1974, tv-producer hos DR i 76 og radioproducer i 77. I mange år arbejdede hun free-lance i BU, DR. I 87 blev hun uddannet gestaltterapeut hos GIS, Gestaltinstituttet i Skandinavien. De senere år har hun udelukkende levet af at skrive og holde foredrag.
Gennem årene har hun skrevet 50 bøger for både små og store. Mest kendt er hun for KRAGEUNGEN og resten af serien om BØRNENE I KRAGEVIG.
Flere af Bodil Bredsdorffs bøger er oversat og udgivet på engelsk, tysk, fransk, svensk og grønlandsk.

## Priser og legater
- Nemos forfatterlegat 1979
- Bøfas kulturpris 1982
- Kulturministeriets børnebogspris 1995
- Statens Kunstfonds litterære udvalgs præmiering 1996
- Statens Kunstfonds litteraturudvalgs 3-årige stipendie 1996
- Parents’ Choice Silver Honor 2004
- Prix Chronos de littérature 2008
- De frankofone Landes Ambassadører i Danmarks Litteraturpris 2008
- Junior Library Guild Selection 2009
- Parents’ Choice Silver Honor 2009
- Silasprisen 2023
- Arbejds- og rejselegater fra Danida, Autorkontoen, Kunstrådet og Statens Kunstfond.